# Otkos–10 hadművelet
Az Otkos–10 hadművelet (horvátul: Operacija Otkos-10) a horvátországi háború idején a Horvát Hadsereg (Hrvatska vojska – HV) által a horvátországi szerbek nyugat-szlavóniai területvédelmi erői ellen a nyugat-szlavóniai Bilo-hegységben végrehajtott a katonai offenzíva volt. Az 1991. október 31-től november 4-ig tartó hadművelet horvát győzelmet hozott, és sikere megalapozta a horvát erők november végén és decemberben a Papuk–91 hadműveletben végrehajtott további előretörését a Papuk-hegységben. Az év végére a HV az egész Papuk területét megszerezte, biztosítva ezzel a közlekedési útvonalakat Kelet-Szlavónia és Horvátország többi része között.
Az offenzívát a HV által elfoglalt terület szerb lakossága nagy részének kitelepítése kísérte. A menekültek kezdetben Bosznia-Hercegovinába menekültek, de a többséget hamarosan a JNA által birtokolt kelet-horvátországi Baranya régióban telepítették le. Az offenzíva után a horvát erőket olyan vádak érték, hogy a horvát csapatok etnikai tisztogatást és polgárjogi visszaéléseket követtek el. Ezeket a vádakat az Európai Közösség Megfigyelő Missziója (ECMM) vitatta. Egy hónappal a hadművelet után a Fehér Sasokként ismert visszavonuló szerb félkatonai egység követte el az atyinai mészárlást, mely háborús bűnért a volt Jugoszláviával foglalkozó nemzetközi büntetőtörvényszéken indítottak eljárást.

## Előzmények
Az 1991-es horvátországi jugoszláv hadjárat során a Jugoszláv Néphadsereg (Jugoslovenska Narodna Armija - JNA) 5. (banja lukai) hadteste azt a feladatot kapta, hogy nyomuljon előre észak felé, a nyugat-szlavóniai Okucsánytól Daruvárig és Verőcéig, valamint másodlagos céllal Okucsányból Kutenya felé. Ez a cél lényegében összhangban volt azzal a kitűzött vonallal, amelyet a Kelet-Szlavóniából előretörő JNA fő csapásának körülbelül egy hét alatt el kellett érnie. A műveletet úgy tervezték, hogy megkönnyítse a további előrenyomulást nyugat felé, Zágráb és Varasd irányába. A hadtest támogatására a hadsereg Okucsány közelében bevetette a 265. gépesített dandár harccsoportját, támogatva a szeptember 21-én megkezdett előrenyomulást, amely elérte a Papuk-hegységet. Az alakulat az előrenyomulás során egy tüzérségi, és két gépesített dandárt kapott erősítésként, de a JNA által másutt tapasztalt dezertálási és morális problémák a banja lukai hadtestnél is fennálltak.
A JNA-t Novszka, Újgradiska és Pakrác között a Horvát Nemzeti Gárda (Zbor Narodne Garde - ZNG) megállította, így a Szerb Autonóm Terület (SAO) Nyugat Szlavónia Területvédelmi (Teritorijalna odbrana vagy TO) egységei a Bilo-hegységben és a Papukban Pakráctól északra (Verőce és Szalatnok között) JNA támogatás nélkül álltak. Számukra Grobosinctól 7 km-re keletre, és Daruvártól 8 km-re északra fekvő Ivanovo Selo szeptember 21-én történt elfoglalása jelentette a területi maximumot a Bilo-hegység területéről, de a ZNG még aznap visszafoglalta a falut.
A banja lukai hadtest október 1-jén, mielőtt három nappal később komoly erőfeszítéseket tett volna, a hadtest nagy részével megkezdte a tapogatózó támadásokat a régióban. A lassú előrenyomulás során közvetlenül Novszka és Újgradiška mellett védelmi állásokat hozott létre. Október 6-án, amikor a JNA elfoglalta a várostól 4 km-re északnyugatra fekvő Batinjanit Pakrácot rövid időre elszigetelték, elzárva a város ellátására rendelkezésre álló utolsó utat. A ZNG még aznap visszafoglalta a falut, és 6 km-re visszavetette a JNA-t. A JNA október 8-án elfoglalta Jasenovacot, négy nappal később Lipiket, valamint és Pakrác egy részét. Ekkorra azonban a JNA nyugat-szlavóniai offenzívája már veszített lendületéből és október 13-án és 16-án a ZNG kisebb előretörést hajtott végre Novszkától északra és Újgradiskától nyugatra. A horvát hatóságok ekkor már nem tartották kritikusnak a háborús helyzetet, és parancsot adtak ki az október 15-iki ellentámadás megtervezésére. Október 29-én Novszka és Újgradiška közelében a ZNG elindította a Hurrikán–91 hadműveletet.
A Bilo-hegység régiójában lévő területvédelmi erők hivatalosan a 28. partizánhadosztályhoz tartoztak, amelynek parancsnoka Nikola Marić ezredes volt. A rendelkezésre álló ereje mintegy 1750 katona, nyolc páncélozott jármű, tíz ágyú és tizenkét aknavető volt. A Rade Čakmak vezette szerb területvédelmi haderőt két zászlóaljba szervezték, főhadiszállásuk Mali Grđevac és Velika Peratovica falvakban volt. A szerb TO által birtokolt területtől északra a ZNG a 127. gyalogdandárt telepítette Verőce térségébe. A Bilo-hegységtől délre fekvő Grobosinc térségben a ZNG haderő az 57. független zászlóaljnak (később 77. független zászlóalj néven) volt alárendelve. A támadó, Franjo Kovačević ezredes vezette ZNG haderő, 2647 katonából állt, tizenkét páncélozott járművel, tizennyolc ágyúval és húsz darab, 120 mm-es aknavetővel rendelkezve a légi támogatás kivételével minden tekintetben felülmúlta a védekező szerb TO haderőt. A ZNG eredetileg a 105. gyalogdandár és a belovári Omega különleges rendőrszázad bevetését tervezte, de ezekre az egységekre máshol volt szükség, és nem voltak elérhetők az offenzívához.

## A hadművelet lefolyása

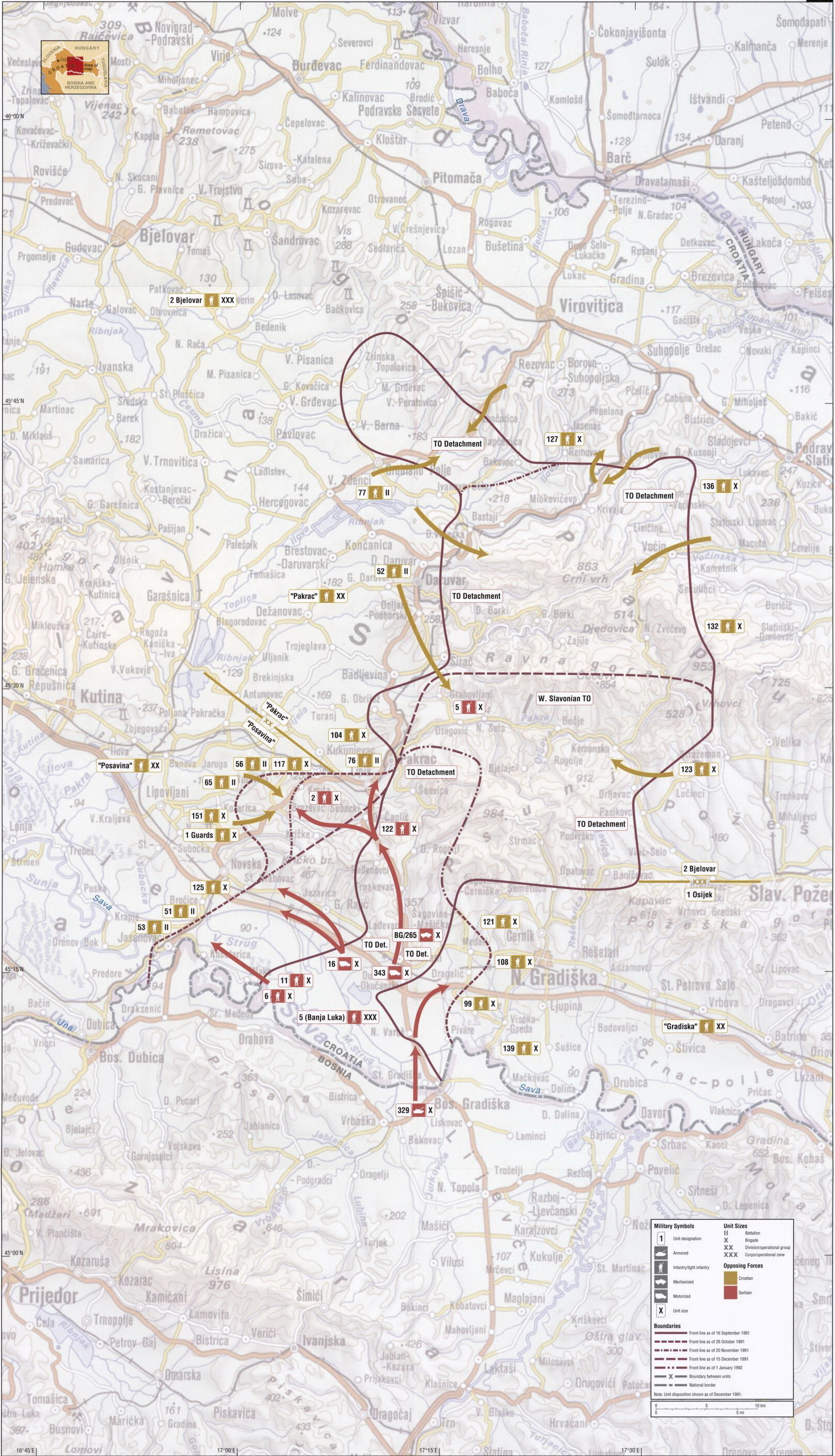
Hadműveletek Nyugat-Szlavóniában 1991 szeptembere és 1992 januárja között

Az Otkos–10 (magyarul „Kaszarend-10” más néven Bilogora '91) hadműveletet a horvátok a D5-ös, Verőce–Lončarica–Grobosinc út feletti ellenőrzés visszaszerzésére tervezték, melynek célja a Nyugat-Szlavónia legészakibb, (a TO és a JNA által elfoglalt) területén telepített szerb területvédelmi erők elvágása és megsemmisítése volt. Ezek a célok egyben arra is irányultak, hogy megakadályozzák a banja lukai hadtest támogatását, ha az megpróbálna áttörni Verőce felé; ellenőrizzék az utolsó, Zágráb és Szlavónia között fennmaradó ellátási útvonalat; illetve lerövidítsék a horvát védelmi vonalakat, valamint javítsák a csapatok és a civilek morálját. Az offenzívát eredetileg október 15-re tervezték, de a 105. gyalogdandár és a különleges rendőrség elérhetetlensége miatt két héttel elhalasztották. A hadműveleti terv szerint a ZNG-nek 48 órán belül el kellett vágnia a Bilo-hegységben állomásozó két szerb TO zászlóaljat, az offenzíva második szakaszában pedig a csapdába esett TO haderőt kellett megsemmisítenie. A műveletet Miroslav Jezerčić ezredes, a belovári hadműveleti zóna parancsnoka október 7-én engedélyezte.
Az offenzívát október 31-én reggel 6 órakor indították meg, egy 50 perces tüzérségi zárótűzzel, majd három csoportban történő ZNG előretöréssel: az 57. független zászlóalj délről, a 127. gyalogdandár északról, a 127. gyalogdandár 1. zászlóalja pedig északnyugatról nyomult előre. Aznap a ZNG Grobosinc biztosításával elfoglalta a Grobosinc–Nagygordonya úttól északnyugatra fekvő Nagybarna, Gornja Kovačica és Zrinska falvakat. A ZNG a Verőce–Grobosinc úton is előrenyomult, megérkezett a Grobosinctól 4 km-re keletre fekvő Mala Peratovica külterületére és megközelítette a Verőcétől 11 km-re délre fekvő Lončarica falut. A szerb TO erői, bár a harctéri helyzetet reménytelennek minősítették (főleg Lončarica közelében), erős ellenállást fejtettek ki. Közeli légi támogatást kértek a Jugoszláv Légierőtől, amely válaszul támogatásukra négy-hat repülőgépet vetett be.
November 1-jén a ZNG tisztogatási műveleteket hajtott végre a Grobosinctól északnyugatra fekvő területeken, majd a következő napon a TO csapatai megkezdték a visszavonulást a Papuk-hegység felé. Lončaricát és a Mala Peratovicától 2 km-re északkeletre fekvő Dapčevićki Brđanit, miután legyőzték az erős szerb ellenállást, november 3-án foglalták el a horvát csapatok. Azon a napon a ZNG-t Horvát Hadseregre (Hrvatska vojska - HV) nevezték át. A falvak elfoglalása után a Grobosincból és Verőcéből előrenyomuló horvát csapatok egyesültek. A HV az offenzíva első napján elfoglalta Velika Peratovica falut, amelyet a Verőce–Grobosinc út mentén és Grobosinctól északnyugatra elvágtak a külvilágtól. November 4-én, miután a HV biztosította a területet, a hadműveletet befejezettnek nyilvánították.

## A kísérő hadműveletek

### A Bastajski Brđani-i csata
November 10-én az 57. független zászlóalj előrenyomult az Otkos–10 hadműveletben elfoglalt területtől keletre fekvő Veliki Miletinac-i szerb területvédelmi erők ellen, és még aznap elfoglalta a falut. Másnap a szomszédos Mali Miletinacot, november 12-én pedig Bastajski Brđani és Rekići falvakat foglalta el a HV. Két nappal később a szerb TO ellentámadásba lendült, kilenc HV-katonát megölt és további tízet megsebesített, de a HV védelme kitartott. Ezután egy 50 főnyi Fehér Sasok félkatonai egységgel megerősítve újabb erőfeszítést tett Bastajski Brđani visszafoglalására. Ez annak ellenére, hogy a jól felkészült alakulatokat tüzérség is támogatta meghiúsult, mert a védekező HV-erőt a támadás első jeleire riasztották és megerősítették. A Fehér Sasok 46 elesettet veszített a csatában.

### A Papuk–91 hadművelet
A Papuk–91 hadművelet a tervek szerint az Otkos–10 hadműveletet követte, a Verőce–Eszék útról dél felé haladva, és megtisztította a Papuk és Psunj hegységeket a TO (a 28. partizánhadosztály elemei) erőktől. Az offenzívát Jezerčić egy november 23-i szalatnoki értekezleten hagyta jóvá, amelyen részt vett HV főfelügyelője Martin Špegelj, Miljenko Crnjac ezredes (a 123. gyalogdandár parancsnoka), Đuro Dečak ezredes (a 127. gyalogdandár parancsnoka), Josip Černi ezredes (a 136. gyalogdandár parancsnoka) és a támogatásával megbízott egyéb egységek parancsnokai.
A hadművelet november 28-án indult Grobosinctól a közel 60 km-re keletre fekvő Raholca irányban. December 2-án a 123. gyalogdandár egy különítménye a Papukon egy katonai bázisra csapott le, melyben tizenegy katona meghalt. December 10-én „Gradina” akciónévvel a HV az Újgradiskától északra fekvő Psunj-hegység területére nyomult előre, és elfoglalta Šnjegavić, Sinlije, Golobrdac, Vučjak Čečavski, Ruševac, Jeminovac, Čečavac és Opršinac falvakat. Az előrenyomulás javította az Újgradiska–Pozsega út biztonságát, és biztosította a Hurrikán–91 hadművelet újgradiskai tengelyének jobb szárnyát.
December 12. és 15. között a HV Đulovac környékén, az Otkos–10 hadműveletben elfoglalt területtől délkeletre foglalt el egy falucsoportot. A keletről közeledő HV egységek december 14–15-én elfoglalták a Đulovactól mintegy 10 km-re délkeletre fekvő Atyinát. Atyina és Đulovac házait súlyosan megrongálta a visszavonuló szerb TO és a Fehér Sasok félkatonai szervezet, akik még 43 civilt is megöltek Atyinán december 13-án. Az áldozatok holttesteit, feltehetően mások figyelmeztetéseként, megcsonkították mielőtt eltemették.
December 16-án a HV (a Sokolina kódnevű hadműveletben) elfoglalta az Atyinától mintegy 10 km-re délre és Velikétől mintegy 15 km-re nyugatra fekvő Gornji Vrhovci, Kamenski Vučjak és Kamenski Šušnjari falvakat, ezzel a szerb TO erőket a Papuk-hegység és a Psunj-hegység délnyugati lejtőire szorította vissza. Másnap a HV elfoglalta Novo Zvečevót és a faluban (Atyina és Kamenski Vučjak között félúton) egy „Johanesberg” kódnevű támadásban elfoglalt egy TO utánpótlásraktárt. December 18-án a HV Kamenski Vučjakból délnyugati irányba nyomult előre. A „Laništa” kódnevű akcióban elfoglalta Strježevica, Bogdašić, Amatovci és Kamenski Šeovci falvakat, és a Pakrác–Pozsega úton 1 km-re megközelítette Kamenska falu. A következő három nap során a HV tisztogatási műveleteket végzett a területen.
December 21-én „Prkos” kódnéven a HV sikertelen támadást indított Kamenska és a szomszédos Mijači falu ellen. Ezt követően a szerb TO kivonult a Kamenskától északra fekvő területről (köztük december 24-én Sažije faluból), majd másnap kivonult Kamenskából és Mijačiból is. A Pakrác térségébe (a Papuktól és a Psunjtól nyugatra) telepített HV erők kelet felé haladtak, hogy támogassák a Papuk–91 hadműveletet december 24–25. között elfoglalva Dereza Gornji Grahovljani, Donji Grahovljani, Kusonje és Španovica falvakat és kevesebb mint 15 km-re hagyták el a nyugatról és keletről haladó HV-egységeket elválasztó Pakrác–Pozsega utat. A Papuk–91 hadművelet december 26-án ért véget, amikor a 123., a 127. és a 136. dandár erői Bučjénál találkoztak. Az utolsó napi akció a „Velebit” kódnevet kapta.

## Következmények
A hadműveletben öt horvát katona vesztette életét, több tucat pedig megsebesült. A JNA huszonnégy katonája és szerb lázadó, valamint 22 szerb civil is meghalt. A hadműveletet megelőző hetekben, amikor a horvát erők 370 km2 területet (köztük 21 falut) foglaltak el Nyugat-Szlavóniában, további 17 szerb civil vesztette életét. Bár a HV ellenőrzése alá vonta a Verőce–Grobosinc utat, a területre telepített szerb TO csapatokat nem sikerült csapdába ejteni. Ezt később a Pakrácban bevetett 105. gyalogdandár vagy a 73. független (Garešnica) zászlóalj elégtelen létszámának tudták be. A Papuk–91 hadműveletben elért horvát pozíciók megalapozták a SAO Nyugat-Szlavónia ellen elért további sikereket. Egyes források összekeverik az Otkos–10 és Papuk-91 hadműveleteket, mert utóbbit az Otkos–10 hadművelet részeként írják le. A Papuk-91 hadművelet megszüntette a Kelet-Szlavóniát Zágrábbal összekötő út fenyegetettségét, a szerb TO-erők pedig délre szorultak, így az út a tüzérségi hatótávolságon kívülre került. A Papuk–91 hadművelet során a HV 110 települést és 1230 km2 területet foglalt vissza.
2008-ban Grobosincon felavatták az offenzívában részt vevő horvát csapatok emlékművét. A Papuk-hegységben is emlékművet állítottak annak a 11 katonának, akiket 1991. december 2-án a 123. gyalogdandár a Papuk–91 hadművelet során gyilkolt meg. Az Otkos–10, a Papuk–91 és a Hurrikán–91 hadműveletek (utóbbit Nyugat-Szlavóniában 1991 végén hajtották végre) a horvát függetlenségi háború első felszabadító hadműveletei voltak.
A volt Jugoszláviával foglalkozó nemzetközi büntetőtörvényszék (ICTY) Vojislav Šešeljt számos háborús bűncselekménnyel vádolta meg, köztük a Fehér Sasok szerb félkatonai szervezet által december 13-án Atyinában elkövetett gyilkosságokkal is. Bár a tárgyalás 2012-ben véget ért, az ítélet végrehajtása függőben maradt. Slobodan Miloševićet, Szerbia akkori elnökét szintén bíróság elé állította az ICTY az atyinai bűncselekmények miatt, de Milošević még az eljárás befejezése előtt meghalt.

## A menekültek
A hadművelet idején körülbelül 4000 horvátországi szerb civil menekült el az Otkos–10 által érintett területről. Szerb források szerint a lakosság evakuálása már az első napon megkezdődött, és a második napon mintegy 800 jármű lépett be Bosznia-Hercegovinába. A visszavonuló menekültoszlopok között olyan katonai korú férfiak is voltak, akik megtagadták a harcot. Jelentős számú szerb menekült telepedett le Baranyában, a horvát kitelepítettek tulajdonában lévő házakban. A menekülő civilekről szóló jelentések alapján az jugoszláv kormány etnikai tisztogatással és egyéb állampolgári jogsértésekkel vádolta meg Horvátországot. Aleksandar Mitrović miniszterelnök-helyettes levélben fordult az Európai Közösség megfigyelő missziójához (European Community Monitor Mission - ECMM), amelyben személyi és vagyoni károkkal, valamint szerb civilek kitelepítésével vádolta Horvátországot. Bár a vádakat az SAO Nyugat-Szlavónia hatóságai által október 25-én készített evakuációs tervek, valamint a területen maradt civilek tanúvallomásai (mely szerint a TO utasította menekülésre a lakosságot, azt állítva, hogy „jönnek az usztasák és minden szerbet megölnek”), ellensúlyozták, a szerb média széles körben beszámolt az állítólagos atrocitásokról. Ezek a jelentések a horvát offenzívát a második világháború alatt a Független Horvát Állam által elkövetett tömeggyilkosságokhoz hasonlították. November 3-án Jugoszlávia elnöksége 18 szerb falu pusztulására hivatkozva elítélte az offenzívát, másnap pedig a Szerb Nemzetgyűlés fordult a nemzetközi közösséghez segítségért.
A helyzetre (és a jugoszláv elnökség kérésére) reagálva az ECMM csapata november 6-án bejárta az offenzíva által érintett területet, és olyan helyeket látogatott meg, ahol a média jelentései atrocitásokat jeleztek. Ezek közé tartozott Velika Peratovica, Mala Peratovica, Gornja Rašenica, Donja Rašenica és Lončarica. Az ECMM november 6-i jelentése, bár a csapat csak egy szerb házaspárt talált a környéken cáfolta a vádakat. Cáfolták azokat az állításokat is, amelyek szerint a HV rosszul bánt a hátrahagyott civilekkel. Az ECMM csapata, bár megállapította, hogy számos építmény tüzérségi bombázásból eredő sérülést szenvedett, és néhány házat, majort és szénakazlat nemrégiben gyújtottak fel, nem számolt be a házak szisztematikus megsemmisítéséről. A csapat nem tudta megállapítani, hogy a HV volt-e a hibás azért, ha a falu lakói bosszút álltak az SAO nyugati krajnai vezetőin, vagy a visszavonuló haderő felperzselt föld taktikája eredményeként mutatkozó a pusztításért.
Az 1991 végén Nyugat-Szlavóniában végrehajtott HV offenzívák (Hurrikán–10, Otkos–10 és Papuk–91 hadműveletek) összesen 20 000 szerb menekültet eredményeztek, akik akkor menekültek el a területről, amikor a JNA kivonulásra utasította a horvátországi szerb erőket, és a JNA által birtokolt kelet-horvátországi Baranya régióban telepítették le őket. A menekültek letelepítése egybeesett az 1991 végén elfoglalt dunai terület etnikai összetételének megváltoztatására irányuló szerb erőfeszítésekkel, egyúttal a nem szerb civilek kiűzésének másodlagos indítéka volt.
Az 1992. január 3-iki tűzszünet lehetővé tette a Vance-terv végrehajtását, amely az ENSZ által védett területként (UNPA) megjelölt területeken a civilek védelmében ENSZ-békefenntartókat telepített Horvátországba. A tervben meghatározott egyik UNPA, az UNPA Nyugat-Szlavónia, Novszka és Újgradiška települések egy részét, valamint Daruvár, Grobosinc és Pakrác egész területét felölelte. Ez az UNPA a január 3-án a JNA birtokában lévő területre, további északi (a HV által 1991 végén visszafoglalt) területekre és azokra a városokra terjedt ki, amelyek soha nem voltak az SAO Nyugat-Szlavónia ellenőrzése alatt (mint például Grobosinc és Daruvár). A kezdetben 10 000 fős békefenntartó erő (United Nations Protection Force, rövidítve UNPROFOR) telepítését március 8-án kezdték meg.

## Fordítás
Ez a szócikk részben vagy egészben  az    Operation Swath-10 című angol Wikipédia-szócikk ezen változatának fordításán alapul.  Az eredeti cikk szerkesztőit annak laptörténete sorolja fel. Ez a jelzés csupán a megfogalmazás eredetét és a szerzői jogokat jelzi, nem szolgál a cikkben szereplő információk forrásmegjelöléseként.